# Рождённая бежать
«Рождённая бежать» (англ. Born to Run) — двадцать вторая серия первого сезона американского телесериала «Остаться в живых». В третий раз центральным персонажем серии стала Кейт Остин.

## Сюжет

### Воспоминания
Молодая блондинка поменяла номерной знак на автомобиле. Затем вошла в мотель и, повесив табличку «не беспокоить» на ручку двери, отправилась в душ. Когда она покрасила волосы, стало ясно, что эта девушка — Кейт. Затем она представилась вымышленным именем на почте, забрала письмо и, прочитав его, заплакала. Затем она пришла в больницу с большим букетом цветов. Представившись курьером, Кейт направилась к пациентке Диане Янссен. Проходя по коридору, она заметила полицейского и переложила букет в другую руку, чтобы закрыть от него лицо.
Когда врач Том Бреннан (её друг детства) сел в машину на парковке, он обнаружил Кейт на заднем сиденье. Она рассказала ему, что Диана (её мать) умирает от рака, и попросила помочь. Дома у Тома она узнала, что у него есть жена и ребёнок. Так как результаты анализов Дианы должны были быть готовы только через несколько часов, Кейт решила воспользоваться свободной минутой и предложила Тому забрать кое-что, имеющее отношение к их прошлому. Вместе они приехали к раскидистому дереву и выкопали из-под его корней металлическую коробку из-под печенья, которую зарыли там ещё в детстве. Внутри оказались различные мелкие предметы — и в том числе игрушечный самолётик Тома и аудиокассета с их разговорами. Прослушав запись в машине, Кейт и Том поцеловались. Затем Том сказал, что пора ехать в больницу.
Оставшись наедине с матерью, которой предстояла операция, Кейт извинилась за то, что причинила ей столько страданий. Но Диана, увидев дочь, испугалась и, несмотря на слабость, начала звать на помощь. Едва не попав в руки охраны, Кейт села в машину Тома и вместе с ним попыталась уехать из больницы. Однако полиция уже приехала и начала стрелять по машине. Одна из пуль попала в Тома и убила его. Оставив самолётик в машине Тома, Кейт выскочила из машины и скрылась.

### События
Сидя на берегу, Кейт держала в руках самолётик Тома. Её уединение нарушил Чарли. Он пришёл рассказать о том, какие большие надежды возлагает на плот и, как следствие, на грядущее спасение — по мнению Чарли, его группа заработает миллионы, когда поклонники узнают, что он жив. Тем временем один из спасшихся, учитель естествознания по имени Артц, рассказал, что скоро ветер изменит своё направление и начнет дуть в сторону Антарктиды, поэтому Майклу следует поторопиться. Услышав, что плот скоро спустят на воду, Кейт решила во что бы то ни стало уплыть вместе с ним. Она попыталась убедить Майкла взять её вместо Сойера, но Майкл отказался, сказав, что аферист честно купил себе билет на свободу.
Тем временем Саид позвал Джека в лес и вместе с Локком отвёл к люку. Джек и Локк начали размышлять, каким образом можно проникнуть внутрь, что вызвало беспокойство Саида — ведь неизвестно, что там внутри, поэтому он и привёл Джека в надежде, что тот разубедит Локка. На крышке не было ручки — люк явно был предназначен только для того, чтобы открывать его изнутри. Пока они были в джунглях, Кейт взяла паспорт Джоанны, ранее утонувшей в океане, и заменила её фотографию на свою. Сойер, который забеспокоился, как бы Майкл не передумал брать его на плот, подошёл к девушке и сообщил, что ему известно, зачем она так рвётся на борт — по его мнению, Кейт, будучи в розыске, хотела выбраться с острова прежде, чем прибудут спасатели. Девушка заверила Сойера, что не собирается занимать его место, но её слова были ложью.
Когда Джек вернулся на пляж, он обнаружил, что Майкл отравился. На дне бутылки, из которой он пил, были следы порошка, и Джек понял, что его отравили намеренно. Майкл немедленно обвинил в этом Сойера и объявил, что лишает его места на плоту. Защищаясь, Сойер свалил всю вину на Кейт и во всеуслышанье заявил, что она беглая преступница, хочет избежать правосудия и даже подделала себе паспорт. Джек, заметив неподалёку Сун, которая наблюдала эту сцену, подошёл к кореянке и сообщил о том, что знает её секрет. Он догадался, что это она подсыпала что-то в питьевую воду, потому что не хотела расставаться с мужем. Так как Джин работал вместе с Майклом, Майкл выпил эту воду по ошибке. Между тем в пещерах Уолт подошёл к Локку и заверил его, что это не он отравил отца. Затем, к удивлению Джона, он попросил его «не открывать эту штуку».
Вечером Сойер сообщил Кейт, что плот отплывает утром, и что он обязательно будет на борту. Кейт спросила, зачем он так стремится уплыть с острова, и, услышав, что тут нет ничего, ради чего ему стоило бы оставаться, попросила его беречь себя. Затем Сун рассказала ей, что Джеку известно об отравлении, но он не в курсе, какую роль в этом деле сыграла Кейт. Оказалось, что это она подала кореянке идею отравить его.